# Новоград-Волынский укреплённый район
7-й укреплённый райо́н — Новогра́д-Волы́нский укреплённый район (НОВУР) — формирование и сооружение (укреплённый район) войск укреплённых районов РККА Вооружённых Сил Союза ССР, до и во время Великой Отечественной войны.

## История
В 1932 году было принято решение о строительстве Новоград-Волынского укреплённого района № 7. Инициаторами строительства укреплённых районов в Союзе ССР были известные и авторитетные военные начальники того периода времени, такие как М. Н. Тухачевский, А. И. Егоров, С. С. Каменев, командующий Киевским военным округом И. Э. Якир и начальник инженерного управления РККА Петин. Укрепрайоны создавались под их непосредственным руководством. Штаб Украинского военного округа в феврале 1932 года издал директиву о сформировании 99-го управления начальника строительных работ (99 УНР) для создания Новоград-Волынского УР. Необходимость строительства этого района диктовалась тем, что между Коростеньским и Летичевским укрепрайонами оставался неприкрытый промежуток территории свыше 140 километров,,.
Общая протяжённость укрепрайона по фронту составляла 120 километров. В системе оборонительных сооружений насчитывались примерно 182 пулемётных долговременных огневых точки (ДОТа) и примерно 17 артиллерийских ДОТов.
Все сооружения располагались в одну линию и только возле города Новоград-Волынский и населённого пункта Новомиропольск в две линии. Укрепления проходили по линии населённых пунктов Варваровка — Вершница — Чижовка — Елизабет — Натальевка — Новоград-Волынский — Суслы — Новомирпольск — Коростки. В основном передний край проходил по восточному берегу реки Случь. Укрепрайон проходил на удалении от 24 до 80 километров от государственной границы. Лесные массивы в этой местности занимают не более 20 % площади между укрепрайоном и госграницей. Имелось много дорог.
Много усилий приложили для маскировки командного пункта — дымоход котельной был выведен далеко в сторону пруда. Сам командный пункт состоял из командного пункта, караульного помещения и котельных. У центрального входа в командный центр был построен эскап — бетонный защитный склон. Для защиты от наступающего врага в командном пункте была амбразура с пулемётом.
Двухэтажный командный пункт делился на три отдела: технический, командный и жилой. В техническом отсеке были размещены аккумуляторы, ёмкости для хранения воды. Передавали на более высокий этаж груз с помощью электрического лифта. В командном отделе развернули штаб, узел связи и помещения для коменданта УРа. В жилом отделе выделены столовая, пищеблок и спальные помещения.
Строительство укреплений в основном было закончено в 1937—1938 годах.

## Полное наименование
- сооружения — Новоград-Волынский укреплённый район с 1932 года.
- формирования — 7-й укреплённый район с 6 сентября 1940 года.

## В составе
- Украинский военный округ (февраль 1932 — осень 1935)
- 45-я стрелковая дивизия Киевского военного округа (осень 1935 — 26.07.1938)
- 45-я стрелковая дивизия Житомирской армейской группы Киевского Особого военного округа (26.07.1938 — 16.09.1939)
- Шепетовская армейская группа Украинского фронта (с 16.09 — по октябрь 1939)
- Киевский Особый военный округ (октябрь 1939 — 22.06.1941)
- Юго-Западный фронт (22.06 — 3.07.1941)
- 5-я армия Юго-Западного фронта (30.06 — 3.07.1941)
- 6-я армия Юго-Западного фронта (3.07 — 5.07.1941)

## Состав
На февраль 1932 г.:
- 99-е управление начальника строительных работ

На осень 1935 г.:
- управление 45-й стрелковой дивизии:
- стрелковые полки дивизии,
- подразделения укреплённого района.

На 16.09.1939 г.:
- управление района
- 70-й отдельный пулемётный батальон:[4]

- 1-я пулемётная рота,
- 2-я пулемётная рота,
- 3-я пулемётная рота,
- 4-я пулемётная рота,
- 1-е отделение противотанковых орудий,
- 2-е отделение противотанковых орудий.

- 1-й взвод капонирной артиллерии.
- 2-й взвод капонирной артиллерии.
- 3-й взвод капонирной артиллерии.
- 4-й взвод капонирной артиллерии.
- 5-й взвод капонирной артиллерии.

## Боевая деятельность
1932 год
В феврале 1932 года 99-е управление начальника строительных работ приступило к строительству Новоград-Волынского УРа.,
1935 год
17 мая 1935 года НОВУР вошёл в состав на Киевского военного округа.
Осенью 1935 года 99-е управление начальника строительных работ было реорганизовано в управление 45-й стрелковой дивизии (2-го формирования), в состав дивизии организационно вошёл и Новоград-Волынский УР.,
1936 год. 45-я сд, НОВУР. Строительство огневых сооружений продолжалось.
1937 год. 45-я сд, НОВУР. Строительство огневых сооружений продолжалось.
1938 год. 45-я сд, НОВУР. Строительство огневых сооружений продолжалось.
1939 год
1 августа
В Новоград-Волынском УРе сформирован 70-й отдельный пулемётный батальон 1-го типа 4-хротного состава с двумя отделениями ПТО, численностью 541 человек, а также сформированы пять взводов капонирной артиллерии, численностью 55 человек.
1 сентября началась германо-польская война.
17 сентября начался военный поход Красной армии в Польшу.
После убытия 45-й сд в военный поход в восточные районы Польши — Западную Украину в сентябре 1939 года Новоград-Волынский УР становится самостоятельной боевой единицей, создавалось управление укрепрайона (приказы по укрепрайону № 001 от 12 сентября, № 010 от 30 сентября).
В 1939 Новоград-Волынский УР имел протяжённость по фронту 115 км, в глубину 1-2 км и 261 построенное долговременное огневое сооружение.
1940 год
16 января. По Ведомости сооружений, забетонированных в 1938 и 1939 годах, по Новоград-Волынскому УРу на 16 января 1940 в Новоград-Волынском УРе за 1938—1939 годы было забетонировано 58 долговременных сооружений общим объёмом 27 086 м3. Ведомость подписали: Заместитель начальника инженеров НОВУРа Олейников и Начальник планово-проектной части УНИ НОВУРа Земский.
6 сентября 1940 г. приказом войскам КОВО № 4/1761 Новоград-Волынском УР переименован в 7-й укрепрайон.,
1941 год
В 1941 НОВУР имел общую протяжённость оборонительных сооружений 120 километров. В районе насчитывалось 182 пулемётных и 17 артиллерийских ДОСа.
По плану обороны госграницы КОВО от 2 июня 1941 года г. Новоград-Волынский входил в четвёртый тыловой рубеж. В город должны были доставлять больных и раненых военнослужащих из 5-й армии в местный госпиталь.
30 июня Ставка Главного Командования приняла решение к 9 июля отвести войска Юго-Западного фронта на восток за линию бывшей советско-польской государственной границы до сентября 1939 г. в укреплённые районы. Военный совет ЮЗФ отводил 5-ю армию в Коростенский и Новоград-Волынский УРы.
3 июля
Ночью 3 июля командование фронта директивой № 0040 поставило задачу и на оборону Новоград-Волынского УРа. Этой директивой НОВУР передавался из 5-й армии (командующий войсками армии генерал-майор танковых войск М. И. Потапов) в 6-ю армию (командующий войсками армии генерал-лейтенант И. Н. Музыченко). Разграничительная линия между 5-й и 6-й армиями передвигалась к северу от г. Новограда-Волынского на 12 км.,
В северную часть НОВУРа по шоссе Ровно — Корец — Новоград-Волынский отходил 19-й механизированный корпус и он переподчинялся командующему войсками 6-й армии.
Для организации обороны Новоград-Волынского УРа командующий войсками 5-й армии направил туда в качестве своего представителя бывшего начальника штаба, а ныне командира 87-й стрелковой дивизии полковника М. И. Бланка, подчинив ему все находившиеся в полосе УРа войска.
Все сооружения НОВУРа располагались в одну линию, а возле города Новоград-Волынский и населённого пункта Новомиропольск (Мирополь, населённый пункт на ж.д. ветке Шепетовка — Бердичев) в две линии. Укрепления проходили по линии населённых пунктов Варваровка — Вершница — Чижовка — Елизабет — Натальевка — Новоград-Волынский — Суслы — Новомирпольск (Мирополь) — Коростки. В основном передний край проходил по восточному берегу реки Случ.
К утру 3 июля 109-я советская мд 6-й армии заняла оборону на западной окраине г. Славута в Шепетовском укрепрайоне. На этом рубеже дивизия вошла в состав группы войск полковника М. И. Бланка.
Личный состав 109-й советской мд ещё не успел окопаться, как началась атака противника. Дивизия не выдержала натиска и стала отходить по шоссе на г. Шепетовка.
4 июля
Командующий войсками 1-й германской танковой группы генерал Клейст сосредоточил 48-й мк на шепетовском направлении и потребовал немедленного преследования отступающих войск. Впереди шла 11-я тд, которая в середине дня сломила сопротивление советских арьергардных частей и с ходу ворвалась в г. Шепетовку.
109-я советская мд весь день вела бои с подразделениями 48-го германского мк на улицах города Шепетовка.
Командующий войсками Юго-Западного фронта генерал Кирпонос срочно направил в этот район несколько танковых и стрелковых частей. Восточнее г. Шепетовки 4 и 5 июля развернулись упорные бои.
Германские войска подошли к Новоград-Волынскому укреплённому району.
Командный пункт Юго-Западного фронта находился в г. Житомире.
К 21.00 19-й советский мк с тяжелыми боями отошёл на рубеж Корец, Берездов, который удерживал до утра 5 июля.
3-й германский моторизованный корпус (командир корпуса Эбергард фон Маккензен) и 48-й германский моторизованный корпус (командир корпуса Вернер Кемпф) 1-й германской танковой группы (командующий войсками генерал-полковника фон Э.Клейст), прорвавшись к НОВУРу, образовали глубокую (до 70 км) и широкую (до 85 км) «вмятину» на центральном участке обороны Юго-Западного фронта и создали угрозу оперативного прорыва к Житомиру и Киеву. В бой вступили подразделения укрепрайона и полевых войск, отходивших на этот рубеж обороны.,
5 июля
Утром 19-й советский мк занимал рубеж Корец, Берездов.
Под ударами 3-го германского мк 19-й мк отходил.
Утром на помощь частям советской 109-й мд (часть сил 381-го мсп, 2-й мсб 602-го мсп, специальные подразделения), оборонявшимся в г. Шепетовке подошли дивизии 7-го стрелкового корпуса (командир корпуса генерал-майор К. Л. Добросердов). 109-я мд начала отход на Полонное на линию обороны Новоград-Волынского УРа.
Директива штаба ЮЗФ от 3 июля была получена в 5-й и 6-й советских армиях с опозданием на двое суток — 5 июля, а противник за это время продвигался на восток, тесня советские войска. Некоторые требования директивы уже не отвечали сложившейся во второй половине дня 5 июля оперативной обстановке. 5-я и 6-я армии вступили в сражение за НОВУР с правильными задачами, но с войсками, ещё не занявшими соответствующие этим указаниям позиции.
Оставалось неясным и подчинение других войск переданных из 5-й советской армии в 6-ю советскую армию: 7-го стрелкового (командир корпуса генерал-майор Доброседов К. Л. и 19-го механизированного (командир корпуса генерал-майор таковых войск Фекленко Н. В.) корпусов. Командиры корпусов с командованием 6-й армии связи не имели. Эти обстоятельства вынудили командующего 5-й армии взять корпуса снова под своё руководство и организовать оборону г. Новоград-Волынского.
5 июля германские войска атаковали советские войска в Новоград-Волынском укреплённом районе, но успеха не имели. Одновременно германское командование проводило сосредоточение новых войск. 5 июля командный пункт Юго-Западного фронта переместился в Святошино близ г. Киева.
Восточнее г. Шепетовки 5 июля продолжались упорные бои с 48-м мк противника.
19-й мк отошёл на рубеж Красиловка, Дедовичи, Кошелев, Ярунь, где вновь подвергся сильным атакам 3-го мк противника, и вынужден был к исходу 5 июля отойти на западную окраину г. Новограда-Волынского и там временно закрепился.
В ночь с 5 на 6 июля 19-й мк выведен из боя в район Марьяновка, Федоровка (15 км восточнее г. Новограда-Волынского).
Направление Полоное-новомирополь
в журнале боевых действий (ЖБД) 11-й танковой дивизии Германии он описан следующим образом:()
«Боевая группа Ангерна в 2 часа ночи [5 июля – А.И.] выходит авангардом к Ново-Мирополю и ночью перегруппировывается для атаки на город.
В дальнейшем она втянута в упорные бои в западной части города. Хотя предотвратить взрыв мостов русскими не удается, противник вынужден бросить значительную часть своих частей и обозов на западном берегу. Несмотря на упорное сопротивление, эти части опрокинуты и уничтожены танками. В 8 часов утра удается небольшими силами захватить железнодорожный мост южнее Ново-Мирополя. Продолжать наступление здесь пока невозможно, поскольку противник занял здесь очень умело расположенные и хорошо замаскированные в лесах долговременные огневые точки (ДОТ)» [5].
6 июля
К 6 июля соединения и части 5-й армии заняли позиции НОВУРа. В городе Новоград-Волынский заняла оборону группа войск под командованием полковника М. И. Бланка — 228-я стрелковая дивизия и другие. Численность этих войск примерно 2500 человек. Восточнее города находились остатки войск 19-го механизированного корпуса (1500 человек и 40 танков).
Советская 109-я моторизованная дивизия отошла к г. Полонное (ж.д. ст. на ветке Шепетовка-Бердичев) в Новоград-Волынский укрепрайон.
Германское командование получив отпор у г. Новограда-Волынского перегруппировало силы и продолжило наступление южнее г. Новоград-Волынский в направлении на городов Житомир и Бердичев.
В то же время германское командование собирало у г. Новограда-Волынского пехотные и танковые дивизии и этими силами постоянно штурмовали позиции советских войск.
7 июля
Утром командиры соединений и частей 5-й армии получили приказ командующего войсками фронт начать в ночь с 7 на 8 июля отвод войск на Коростенский УР, который занять к 9 июля. 6-я, 26-я и 12-я армии к 9 июля также должны были отвести войска на линию Новоград-Волынского, Остропольского и Летичевского УРов.
Во второй половине дня начальник оперативного отдела штаба ЮЗФ полковник И. Х. Баграмян передал командующему 5-й армией приказание командующего фронтом о том, что он должен подчинить себе 19-й мк и 7-й ск и поставить им задачи в соответствии с последней директивой. Командиры корпусов по прежнему связи с 6-й армией не имели.
Связь с командиром 19-го мк генерал-майором Н. В. Фекленко удалось наладить быстро, так как корпус после вывода его из боя был сосредоточен в районе Марьяновка, Федоровка (15 км сев.-вост. Новограда-Волынского).
К 7 июля германское командование собрало у г. Новограда-Волынского до 6 дивизий, из них 2 танковые, в течение дня германцы штурмовали позиции советских войск.
Германские 25-я моторизованная, 14-я танковая и 299-я дивизии при поддержке авиации и тяжелой артиллерии последовательно уничтожали ДОТы в районе г. Новограда-Волынского. Южнее города 13-я германская танковая дивизия форсировала реку Случь у с. Гульск, прорвала линию ДОТов и развивала удар на м. Бронники (в 10 км восточнее г. Новоград-Волынский на шоссе Новоград-Волынский — Житомир).
Войска 48-го германского мк также форсировали р. Случь.
109-я советская мд удерживала оборону у г. Полонное.
К исходу 7 июля части 48-го германского мк ворвались в г. Бердичев.
Новоград-Волынский укреплённый район оборонялся своими пулемётными батальонами, подразделениями 5-й артиллерийской противотанковой бригады и частями 228-й, 206-й стрелковых и 109-й моторизованной дивизий 5-й армии под общим командованием полковника Бланка М. И.
8 июля
Южнее новоград-волынского направления утром 48-й германский мк захватил г. Бердичев.
В 13.00, когда части 13-й германской тд перерезали шоссе в районе Бронников, 19-й советский мк по приказу командарма-5 контратаковал прорвавшиеся части противника и отбросил их в рощи в районе колхоза Марушевка, колхоза Любохины, где танки 13-й германской тд закрепились, оказывая сильное сопротивление советским войскам.
В 15.00 19-й мк пошёл в повторную атаку на войска 13-й германской тд, но успеха не имел, в ходе боя понёс большие потери.
8 июля германские войска прорвали оборону группы войск под командованием полковника М. И. Бланка — 228-я сд и другие у г. Новоград-Волынский и заняли город. Защитники укреплённого района и города задержали на трое суток врага на занимаемых рубежах.,
109-я советская мд удерживала оборону у г. Полонное.
К вечеру 8 июля НОВУР был прорван на большей части фронта и 3-й германский мк мог наступать на г. Житомир.
К 23.00 19-й мк отошёл в район Романовки.
9 июля
Противник разрезал войска защищавшие НОВУР и захватил г. Житомир.
На всей территории НОВУРа шли ожесточённые бои обороняющимися советскими войсками.
В южной части УРа 109-я советская мд удерживала оборону у г. Полонное.
Командующий войсками 5-й армии генерал Потапов принял решение контратаковать противника. Замысел: прочно удерживая частью сил рубеж Рудница, Белокоровичи, Эмильчино, Сербы, силами 31-го ск, 9-го и 22-го мк нанести удар в направлении Бронники (населённый пункт в 10 км восточнее г. Новоград-Волынский), Черница, во взаимодействии с 6-й армией уничтожить прорвавшуюся группировку противника и восстановить на левом фланге армии фронт по реке Случь.
10 июля
Севернее германского клина 5-я армия, обороняя западный сектор Коростенского УРа на участке Рудница, Белокоровичи, Сербы силами двух стрелковых дивизий 15-го ск, одной дивизией 31-го ск и четырьмя пулемётными батальонами укрепрайона, своей ударной группировкой в составе двух дивизий 31-го ск и поредевшими войсками 9-го, 19-го и 22-го мк (130 танков) с утра 10 июля перешла в наступление с фронта Вершница, Тесновка, Мирное на г. Новоград-Волынский.
Южнее германского клина 109-я советская мд удерживала оборону у г. Полонное.
12 июля
109-я советская мд удерживала оборону у г. Полонное. В составе группы войск полковника Бланка (228, 206-я сд, 109-я мд) дивизия занимала оборону в Новоград-Волынском УРе и только 12 июля по приказу командующего войсками Юго-Западного фронта дивизия выводилась из боя, направлялась на переформирование в район г. Золотоноша.